# まちゅ
まちゅ（1993年8月2日 - ）は、日本のものまねタレント。2014年4月から2018年10月までワタナベエンターテインメントに所属した後、フリーを経て、2019年1月からザゼンプロダクション所属。本名、川本 真帆。

## 来歴
学生時代の殆どをいじめられて過ごしてきたが、小学6年生の時、担任に「いじめられるのにはお前に原因がある」と言われ何を思ったのかクラスの前でモノマネを披露したという。そしてその場が盛り上がったことにより、モノマネ芸人になりたいという夢が芽生えた。だが中学の時、小学時代の友達と仲がこじれ、再び3年間いじめられる日々を過ごした。
そのため、高校はまちゅのことを誰も知らないところへ受験し、合格した。その高校では金曜日の昼休憩に「ハッピーフライデー」という催しがあり、舞台に立って芸を披露する機会が増え、それがきっかけとなり本格的にモノマネ芸人を目指そうと決心した。
堺市立大浜中学校、大阪府立伯太高等学校卒業。高校を卒業後上京し、ワタナベエンターテインメントの芸人養成所、ワタナベコメディスクールの18期生として入学。2014年の3月に卒業し、ワタナベエンターテインメント所属となりデビュー。
2024年11月11日、体調不良が続き、心身ともに回復の見込みが立たないことから、同月30日をもってザゼンプロダクションとリトモグループを退所することを報告。
退所にともない芸人としての活動も一区切りをつけるとした。
2025年8月3日、芸能活動再開を報告した。

## 芸風
主に物真似。

### ものまねレパートリー
- 中川翔子
- 上野樹里
- misono
- 石原さとみ
- 杉咲花
- 鈴木奈々
- 満島ひかり
- 新垣結衣
- いきものがかり
- miwa
- 宇多田ヒカル
- ローラ
- 『タッチ』の浅倉南
- 橋本環奈
- 二階堂ふみ(『VIVANT』の柚木薫)

（出典：、）

## 人物
- 大阪府出身で、身長146cmと小柄である。
- 3人兄弟であり、兄が二人いる。
- 中学時代にはテニス部・高校時代には軽音部に入部していた。
- 運動音痴である(スキップとボックスが踏めない)
- 極度の方向音痴である
- 漢字間違いや英語、計算も苦手である。(計算に至っては未だに指を使う)
- 中川翔子のLIVEの影ナレの注意事項の読み上げ中にも「耐震構造」を「身体構造」と読んでしまい、中川翔子のファンにもつっこまれていた。
- 読み書きでもMr.～にフリガナをうってしまい、自分のマネージャーに「まちゅはバカだ」という認識をもたれた。
- 歌うことが得意で、軽音部にいた時もヴォーカルを担当していた。
- 人の声を聞くとどのモノマネができるか分かる。
- しょこたんのモノマネは折り紙つきである。

### 嗜好
ホワイトチョコが大好物。
モノマネをすること、漫画やアニメを見ることが好き。
中学生時代からjealkbの追っかけをしている。
jealkbのボーカル、haderuから｢モノマネしていいよ｣と言われてライブでモノマネを披露した経歴もある。(そこでmisonoと出会い、そこから可愛がってらっている。)
中川翔子も敬愛しており、ギザ!ぴんく会員である。『中川翔子ライブツアー2014 貪欲革命』の会場内において、影ナレーションを物真似で担当もしていた。特に中川翔子はモノマネのレパートリーの中でも登場することが多い。中川は兄の影響で大好きになり、今の道に進む夢のきっかけにもなったという。
辛いものが苦手である。
最も本人が嫌っていることは人に追いかけられること。追いかけられると泣き叫んだり、鬼ごっこなども人に引かれるレベルで拒否をしたりするレベル。

## 出演
- 博士と助手〜細かすぎて伝わらないモノマネ選手権〜・第19回（フジテレビ、2014年1月16日）
- コサキン・天海の超発掘!ものまねバラエティー マネもの（フジテレビ、第1回・第2回）
- あけるなキケン（TBS）
- ものまねグランプリ（日本テレビ）- 「ものまね4姉妹」などで出演
- 有田チルドレン（TBS）
- カンニングのDAI安吉日!（BSフジ）- 2015年10月3日
- YOSHIとゆかいな仲間達（ FRESH! by AbemaTV）-レギュラー
- 水曜日のダウンタウン（TBS）- 2017年2月22日
- 良かれと思って!（フジテレビ）- 2018年2月14日
- アウト×デラックス（フジテレビ）
- ウチのガヤがすみません!（日本テレビ）